# علی هادی محسن
علی هادی محسن (عربی: علي هادي محسن؛ ۱ ژوئن ۱۹۶۷ – ۱۲ ژوئن ۲۰۲۰) یک بازیکن فوتبال اهل عراق بود.
از باشگاه‌هایی که در آن بازی کرده‌است می‌توان به باشگاه ورزشی الطلبه عراق، باشگاه ورزشی العهد، باشگاه ورزشی صفا و باشگاه ورزشی الزورا اشاره کرد.
وی در ۱۲ ژوئن ۲۰۲۰ میلادی بر اثر ابتلا به ویروس کرونا در بغداد درگذشت.